# Paul Warne
Paul Warne (* 8. Mai 1973 in Norwich, England) ist ein ehemaliger englischer Fußballspieler und aktueller Trainer. Als Spieler absolvierte er 263 Ligapartien für Rotherham United und war nach dem Ende seiner Spielerkarriere fast sechs Jahre lang als Trainer des Vereins aktiv.

## Spielerlaufbahn
Paul Warne verbrachte die ersten Jahre als Spieler im unterklassigen Amateurbereich. Erst im Alter von 23 Jahren unterschrieb er seinen ersten Vertrag als professioneller Fußballspieler bei Wigan Athletic. In eineinhalb Jahren in der dritten englischen Liga absolvierte er 36 Ligaspiele für den Verein und erzielte dabei 3 Tore. Im Januar 1999 wechselte er zum Viertligisten Rotherham United, mit dem er in der Saison 1999/2000 als Tabellenzweiter in die dritte Liga aufstieg. Als Aufsteiger gelang dem Verein in der Football League Second Division 2000/01 erneut als Tabellenzweiter der direkte Durchmarsch in die zweithöchste englische Spielklasse. In dieser verbrachte Paul Warne mit seiner Mannschaft die kommenden vier Jahre, ehe Rotherham in der neugegründeten Football League Championship 2004/05 als Tabellenletzter wieder in die dritte Liga abstieg.
Im Mai 2005 wechselte der 32-Jährige zum Drittligisten Oldham Athletic, mit dem er in der Football League One 2006/07 in die Aufstiegs-Play-offs einzog, dort jedoch vorzeitig mit seinem Team am FC Blackpool scheiterte. Im Sommer 2007 erfolgte mit dem Transfer zu Yeovil Town ein weiterer Vereinswechsel. Nach zwei weiteren Spielzeiten in der dritten Liga, kehrte Paul Warne 2009 wieder zu Rotherham United zurück. Sein ehemaliger Verein war zwischenzeitlich wieder in die vierte Liga abgestiegen und zog in der Football League Two 2009/10 in das Finale der Play-offs ein. Dieses verlor die Mannschaft ohne den nicht eingesetzten Warne mit 2:3 gegen Dagenham & Redbridge. Im Sommer 2012 beendete er im Alter von 39 Jahren seine Spielerlaufbahn.

## Trainerlaufbahn
Nach dem Ende als aktiver Spieler nahm Paul Warne eine Tätigkeit im Trainerteam von Rotherham United auf. Ende November 2016 wurde er nach dem Rücktritt von Kenny Jackett Interimstrainer seines Vereins. Rotherham lag zu diesem Zeitpunkt mit lediglich 7 Punkten aus 18 Ligaspielen abgeschlagen auf dem letzten Tabellenrang. Am 13. Januar 2017 wurde bekanntgegeben, dass er bis zum Saisonende das Traineramt übernimmt. Nach dem Abstieg als Tabellenletzter der EFL Championship 2016/17 führte Paul Warne seine Mannschaft in der EFL League One 2017/18 mit dem Gewinn des Play-off-Finales gegen Shrewsbury Town (2:1 nach Verlängerung) direkt wieder in die zweite Liga. Der Verein konnte in der EFL Championship 2018/19 bessere Leistungen als vor zwei Jahren abliefern, stieg jedoch erneut wieder ab. Nach dem Abstieg erreichte Paul Warne mit Rotherham in der Saison 2019/20 den abermaligen direkten Wiederaufstieg. Auch sein dritter Anlauf den Klassenerhalt in der EFL Championship 2020/21 zu erreichen, scheiterte mit dem Abstieg als Tabellenvorletzter. Dafür gelang dem Trainer in der EFL League One 2021/22 das Kunststück seinen Verein das dritte Mal in Folge direkt wieder in die zweithöchste englische Spielklasse zurückzuführen.
Nach einem guten Start in die Saison 2022/23 entschied sich Paul Warne nach knapp sechs Jahren als Trainer von Rotherham United für eine neue Herausforderung und unterzeichnete am 22. September 2022 einen Vierjahresvertrag als neuer Trainer des ambitionierten Drittligisten und Zweitliga-Absteigers Derby County. Nach einem siebten Platz im ersten Jahr erreichte der Trainer mit seiner Mannschaft in der EFL League One 2023/24 den zweiten Tabellenrang und damit den Wiederaufstieg in die zweite Liga. Nach acht Pflichtspielniederlagen in Folge, darunter sieben in der Liga, wurde er Anfang Februar 2025 auf einem Abstiegsplatz liegend entlassen. Mitte April 2025 übernahm er den Trainerposten beim Viertligisten Milton Keynes Dons.

## Erfolge als Trainer
- Aufstieg in die zweite Liga: 2018, 2020, 2022, 2024
- Gewinn der EFL Trophy: 2022